# 788
Évszázadok: 7. század – 8. század – 9. század
Évtizedek: 730-as évek – 740-es évek – 750-es évek – 760-as évek – 770-es évek – 780-as évek – 790-es évek – 800-as évek – 810-es évek – 820-as évek – 830-as évek
Évek: 783 – 784 – 785 – 786 –  787 – 788 – 789 – 790 – 791 – 792 – 793

## Események

### Bizánci Birodalom
- Felbontják a 17 éves VI. Kónsztantinosz császár és Nagy Károly lánya, Rotrude közötti jegyességet (oka feltehetően az, hogy a frankok támogatták Szicília szakadár bizánci kormányzóját, illetve a bizánciak nem hívtak meg nyugati püspököket a második nikaiai zsinatra). Bizánci sereg száll partra Calabriában, hogy trónra segítse Adalgist (Desiderius longobárd király frankok által elűzött fiát), de a helyi frank erők Grimoald beneventói és Hildeprand spoletói hercegek segítségével visszaverik őket.
- Az Abbászidák nagy sereggel betörnek Anatóliába és a kopidnanoni csatában legyőzik az ellenük küldött bizánci kontingenst.

### Európa
- Nagy Károly frank király az avarokkal való szövetkezéssel vádolja III. Tassilo bajor herceget, valamint azzal, hogy 45 évvel korábban hűbéresküje ellenére nem segítette Kis Pippint az aquitániai herceg elleni háborújában. Károly megfosztja trónjától és kolostorba záratja Tassilót, a bajorokat pedig közvetlen uralma alá vonja.
- Bajorország annektálása miatt az avarok két sereget küldenek a Frank Birodalom ellen, de mind Bajorországban, mind Észak-Itáliában vereséget szenvednek. Megkezdődnek az avar-frank háborúk.
- Nagy Károly megalapítja a brémai püspökséget.
- I. Ælfwald northumbriai királyt egyik főnemese meggyilkolja. Utóda unokatestvére, II. Osred.
- 57 éves korában meghal Abd al-Rahmán, a Córdobai Emirátus alapítója.[1] Utódja legidősebb fia, Hisám.

### Japán
- Szaicsó buddhista szerzetes megalapítja a mai Kiotóban az Enrjaku-dzsi templomot.

## Születések
- I. Methodiosz, konstantinápolyi pátriárka

## Halálozások
- szeptember 23. – I. Ælfwald, northumbriai király
- szeptember 30. – I. Abd al-Rahmán, córdobai emír

## Fordítás
- Ez a szócikk részben vagy egészben  a(z)   788 című angol Wikipédia-szócikk ezen változatának fordításán alapul.  Az eredeti cikk szerkesztőit annak laptörténete sorolja fel. Ez a jelzés csupán a megfogalmazás eredetét és a szerzői jogokat jelzi, nem szolgál a cikkben szereplő információk forrásmegjelöléseként.